# ان‌جی‌سی ۵۵۴۵
ان‌جی‌سی ۵۵۴۵ یک کهکشان در صوزت فلکی گاوران است.